# Erlik

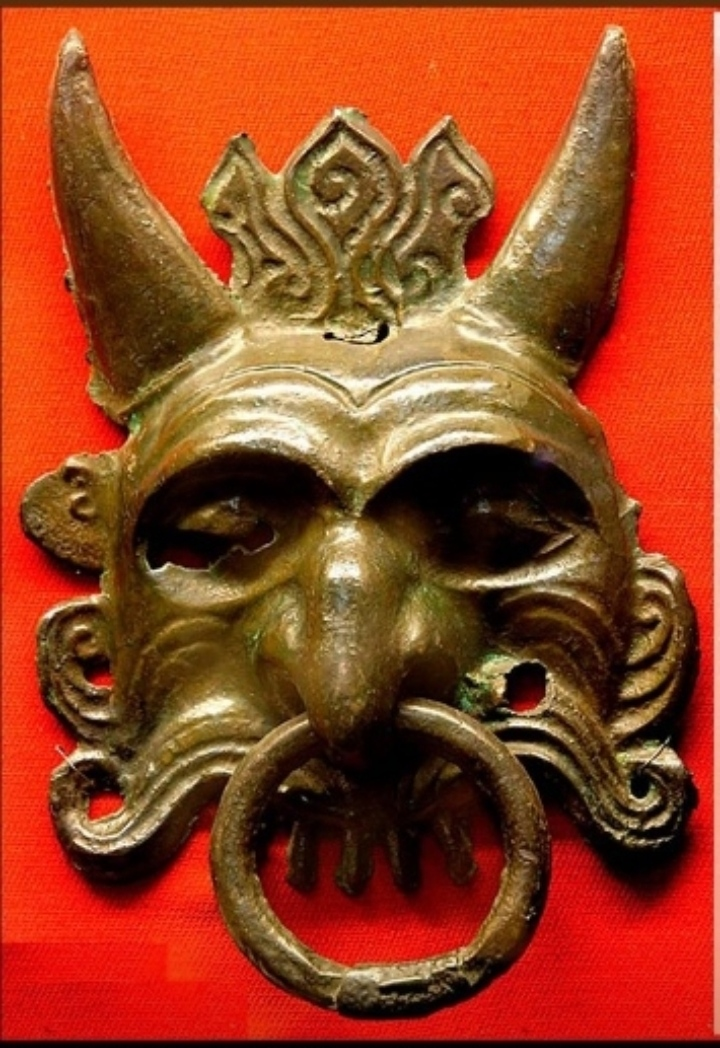
Türklopfer in der Form Erliks

Erlik, auch Erlik Khan (türkisch: Erlik Han) genannt, ist der Gott der Unterwelt in der turko-mongolischen Mythologie. Erlik gilt als Ursache von Krankheit und Tod, und als Richter über die Verstorbenen in der Unterwelt. Über jene Unterwelt regierte Erlik in deren tiefstem Punkt in einem Schloss. Der Glaube der schamanistischen Kaukasier spezifiziert, dass das Schloss aus Kupfer und mit Möbeln aus Gold sei.
Dem altaischen Mythos zur Folge war Erlik der erste Mensch, der starb, eine Konsequenz seines Versuches, Göttlichkeit für sich zu beanspruchen, und somit in das Totenreich hinabstieg, wo er zu dessen Herrscher wurde. Eine ergänzende Version fügt hinzu, dass Erlik mitsamt der von ihm erschaffenen Elementargeister (İye) aus dem Himmel verbannt wurde. Zusammen fielen sie in die niederen Regionen hinab. Die Elementargeister fielen dabei in die ihnen zugeschriebenen Elemente (Feuergeister in das Feuer, Wassergeister in das Wasser etc.) und die bösen Geister, mitsamt Erlik, in die Unterwelt.
In einem anderen Mythos wurde der Todesgott Erlik erst durch die Menschen in die Welt gebracht. Demnach habe es einst eine Zeit gegeben in der die Menschen nicht starben. Nach und nach wurde die Welt mit Menschen und Tieren überfüllt. Da gab eine Krähe den Menschen den Ratschlag, den Tod aus der Unterwelt in die Welt der Erde heraufzubeschwören. Zuerst war den Menschen ihr Todeszeitpunkt bekannt, da lebten sie in Angst. Daraufhin verbarg Tengri den vorherbestimmten Zeitpunkt des Todes. Erlik nimmt am Todestag die Seele der Verstorbenen an.
Erlik wird nachgesagt, Krankheiten über die Menschenwelt zu bringen, um die Seelen in sein Reich hinabzuziehen. Zu den ihm unterstehenden Geistern zählen auch die blinden Engel (Sökör Körmös). Sie versuchen, die Seele des Verstorbenen in die Unterwelt zu ziehen. Überwiegt allerdings das Gute in der Seele, kann der Dämon sie nicht halten und sie entkommt in die himmlische Welt. Die Seele eines bewusstlosen Menschen wäre bereits vor dem Tod in das Reich Erliks gerutscht, kann aber noch von einem Schamanen zurückgeholt werden. Gelingt es ihm nicht, den Menschen zu heilen, verbleibt dieser in der Unterwelt und stirbt. Manche Schamanen bieten Erlik Opfer dar, um von Krankheiten verschont zu werden, oder einen besseren Platz in der Unterwelt zu erlangen. Nicht alle Schamanen verhandeln mit Erlik und den bösen Geistern. Schamanen, die sich mit der Unterwelt beschäftigen, werden kara kam (schwarzer Schamane) genannt. Es wird ihnen nachgesagt, dass sie ihre Kunst von Erlik selbst gelernt hätten. Nach ihrem Tod müssen sie allerdings selbst zu ihrem Meister in die Unterwelt hinab.